# Эдриан Монк
Эдриан Монк —  главный герой и протагонист американского телесериала «Детектив Монк» (2002 — 2009), роль которого исполнил Тони Шалуб. Он известный бывший детектив в отделе полиции Сан-Франциско. Монк имеет обсессивно-компульсивное расстройство (ОКР) и различные фобии, которые усилились после убийства его жены Труди, в результате чего он был отстранён от исполнения своих обязанностей. После увольнения Монк становится частным консультантом полиции в отделе убийств с конечной целью преодоления своего горя, взяв под контроль свой страх и расстройство, и восстановление в должности.
Один из создателей, Дэвид Хоберман, считает, что Монк - персонаж, сочетающий в себе качества других вымышленных детективов, таких как лейтенант Коломбо, Эркюль Пуаро и Шерлок Холмс. На роль Монка рассматривались такие актёры как Дэйв Фоли, Джон Риттер, Генри Уинклер, Стэнли Туччи, Альфред Молина и Майкл Ричардс, однако в конце концов был выбран Тони Шалуб, так как создатели решили, что именно он может «передать юмор и страсть Монка к жизни». Тем не менее, Стэнли Туччи и Альфред Молина появились в сериале; так, Туччи появляется в пятом сезоне, в эпизоде «Мистер Монк и актёр», а Молина в шестом сезоне, в эпизоде «Мистер Монк и голый мужик».
Монк был включён в список, составленный американским телеканалом «Bravo», как один из 100 величайших телевизионных персонажей всех времён. Тони Шалуб завоевал множество наград за свою роль, в том числе «Золотой глобус», три прайм-таймовые премии «Эмми» и две награды Гильдии киноактёров.

## Развитие персонажа

### Создание
Монк изначально задумывался «недалёким и физически развитым», похожим по типу характера на инспектора Клузо, однако, соавтор Дэвид Хоберман придумал идею детектива с обсессивно-компульсивным расстройством. Он был вдохновлён своей схваткой с собственным диагнозом ОКР. В своём интервью в Питтсбург пост-Газетт он заявил: «Как и Монк, я не мог ходить по трещинам и трогал столбики. Я не знаю, почему – но если бы я не сделал этих вещей, то случилось бы нечто ужасное.»
Другие детали были заимствованы у Коломбо и Шерлока Холмса; его одержимость по отношению к чистоте и порядку может быть отсылкой к Эркюлю Пуаро. Как и Шерлок Холмс, и временами Пуаро, Монк сопровождаться серьёзным помощником, практически не имеющим детективных способностей, наподобие доктора Ватсона и капитана Гастингса; в свою очередь, у Монка есть два основных союзника из отдела полиции, — это капитан Стоттлмайер, который напоминает инспектора Лестрейда и старшего инспектора Джеппа, и лейтенант Дишер (в пилотной серии названный Диконом). Кроме того, у Монка есть брат, чьи способности к дедукции даже более удивительны, чем самого Монка, что очень похоже на Майкрофта Холмса (который более искусен, чем Шерлок, но и крайне ленив).
Пытаясь придумать имя для персонажа, соавтор Энди Брэкман решил рассматривать «простую односложную фамилию».

### Кастинг
Соавтор Дэвид Хоберман рассказал, что кастинги были «удручающими». Исполнительный вице-президент американского телеканала «USA Network» Джефф Вахтель заявил, что кастинг, на котором шли поиски актёра, способного наиболее правильно мог бы изобразить Монка, был адом. После двух лет разработки, производителями так и не был найден актёр, подходящий на эту роль.

## Личность
«Монк − это живая легенда. Быстрый, блестящий, аналитический… [с] энциклопедическими знаниями из десятка нестандартных и разных предметов, от дверных замков до садоводства, архитектуры, человеческой психологии.»

### Фобии
В серии «Мистер Монк и кандидат» Монк описывается как «современный Шерлок Холмс, только чокнутый». Первая серия начинается с того, что он изучает место убийства некой Николь Васкес; он находит несколько важных улик, но при этом часто прерывает себя, вспоминая, не забыл ли он выключить газовую плиту. В шестом сезоне, в серии «Мистер Монк и Сорвиголова», Монк упоминает, что у него 312 фобий. Самыми сильными из них являются: микробы, стоматологи, острые или заостренные предметы, молоко, рвота, смерть и мертвые, змеи, боязнь толпы, высоты, страха, грибов и небольших помещений, о чём Монк тоже упоминает во втором сезоне в эпизоде «Мистер Монк и очень старый человек». Кроме того, новые фобии могут развиваться через произвольные промежутки времени, например, временный страх одеяла в конце пятого сезона, в эпизоде «Мистер Монк получает новое сокращение». При этом невозможно определить его наиболее сильные фобии, так как наблюдается некоторая иерархия между ними; так, в предпоследней серии («Мистер Монк и конец, часть первая») он дал понять, что его страх рвоты больше, чем страх перед смертью. 
Также Монк испытывает страх перед микробами, он отказывается трогать ручки дверей и другие предметы голыми руками, избегает контакта с чем-либо грязным, и всегда использует гигиенические салфетки после контакта с человеком, в том числе и рукопожатия. Он также не может принимать пищу, к которой прикасались другие люди, как показано в седьмом сезоне, в серии «мистер Монк влюбляется».

### Помощники
Фобии и тревожные расстройства Монка заставляют его зависеть от личных помощников, которые возят его по магазинам и всегда носят с собой запас влажных салфеток для его использования, как показано в эпизодах «Мистер Монк встречает Плейбоя», «Мистер Монк идет на Карнавал» и др. Они также принимают активную роль в организации консультационной работы, а иногда расследуют дела самостоятельно. Его первая помощница — Шарона Флеминг (Битти Шрэм), мать-одиночка и медсестра по профессии, нанятая отделом полиции, чтобы помочь Монку оправиться от трёх лет, проведённых в бессознательном состоянии после смерти Труди. После нескольких лет верной службы, Шарона покидает сериал в третьем сезоне, чтобы вернуться в Нью-Джерси и заново выйти замуж за своего бывшего мужа Тревора (вновь Шарона появится только в восьмом (последнем) сезоне, в эпизоде «Мистер Монк и Шарона», где она скажет, что рассталась с Тревором навсегда; а в заключительной серии («Мистер Монк и конец, часть 2») уже Рэнди Дишер переезжает в Нью-Джерси, так как даётся понять, что у них с Шароной серьёзные отношения).  После внезапного ухода Шароны, Монк встречает в 10 серии 3 сезона Натали Тигер (Трейлор Ховард), которая впоследствии становится его новой помощницей.

### Одержимости
Монк постоянно предпринимает бесплодные и бесконечные попытки сделать мир "сбалансированным". Он одержим симметрией; например, он часто пытается сделать свои блинчики квадратными. Монк на протяжении первых пяти сезонов пьёт только воду «Сьерра-Спрингс» и вымышленный бренд «Summit Creek», на протяжении 6-8 сезонов; так во втором сезоне, в эпизоде «Мистер Монк едет в Мексику», Монк ходит без питья в течение нескольких дней, потому что он не может найти ни одного напитка марки «Сьерра-Спрингс». Монк также испытывает большие трудности в стандартных социальных ситуациях настолько, что он должен записывать разговорные фразы в блокнот, пытаясь успешно социализироваться. Его навязчивое внимание к мельчайшим деталям мешает его социализации, при этом делая его талантливым детективом. Он имеет фотографическую память и способен восстанавливать по маленьким деталям, которые кажутся незначительными его коллегам, всю картину преступления. Его фирменный метод изучения места преступления — это, казалось бы, бесцельно бродить вокруг места преступления, иногда подняв руки, как бы обрамляя фотографию. Шалуб объяснил в интервью, что Монк делает это потому, что это "изолирует место преступления и даёт концентрацию на деталях", заставляя Монка рассматривать место преступления по частям.
Тонкое душевное состояние Монка говорит о том, что его способность функционировать может сильно пострадать от различных факторов. К примеру, в пятом сезоне, в серии «Мистер Монк и забастовка мусорщиков», запах мусора мешает Монку опознать убийцу, которым является босс санитарного союза Джимми Кьюсак. Другой пример: изучение хаотичного убийства в эпизоде «мистер Монк встречается с Дэйлом Китом», его первый порыв состоит в том, чтобы поправить лампы, хотя он часто может сдерживать свою одержимость при обследовании тел или сборе доказательств. Несмотря на то, что на текущем психическом состоянии Монка отразилась смерть жены, у него есть признаки обсессивно-компульсивного расстройства в воспоминаниях, уходящих в детство. Чтобы разобраться со своими ОКР и фобиями, Монк посещает психиатра – доктора Чарльза Крогера (Стэнли Камел) в первых шести сезонах и доктора Невена Белла (Гектор Элизондо) в последних двух сезонах.
В течение сериала (примерно 8 лет), Монк преодолевает многие из своих фобий и некоторых аспектов ОКР. Его наиболее заметный прорыв показан в восьмом сезоне, в серии «Мистер Монк идет на групповую терапию», когда Эдриан заперт в багажнике со своим личным соперником Гарольдом Крэншоу. Во время ужасающей поездки, оба мужчины преодолевают свой многолетний страх клаустрофобии (боязни замкнутых пространств), а также собственные различия, в результате чего становятся друзьями. Возможно, отчасти из-за этого, а также из-за многих других случаев, Монк был восстановлен в должности детектива первого класса Стоттлмайером эпизоде «Мистер Монк и значок» восьмого сезона. Также в этой серии он преодолел свой страх высоты и в одиночку задержал убийцу-мойщика окон.
В заключительной серии он узнаёт, что его покойная жена Труди родила дочь, прежде чем они встретились. Эта новость, а также события данного эпизода привели к позитивным изменениям в его личности.

## Предыстория

### Детство и семья
У Монка валлийское происхождение. Он родился 17 октября 1959, о чём говорится в эпизоде «С днем рождения, мистер Монк!».
Известно, что местом его рождения является город Тьюксбери, в вымышленном графстве Марин. Его родители Агнесс и Джек Монк были очень строги и чрезмерно опекали. Отец Эдриана, Джек Монк (Дэн Хедайя), бросил семью, когда Эдриану было восемь лет, когда он вышел за китайской едой и не вернулся. У Эдриана есть брат по имени Амброуз (Джон Туртурро), страдающий агорафобией, с которым он был разлучён в течение семи лет после смерти Труди. Монк утверждает, что его мать умерла в 1994 году. В серии «Мистер Монк и воссоединение класса» выяснилось, что в колледже Монк имел прозвище "капитан Разморозка", и Натали была удивлена тем, что он получил его поскольку каждые выходные размораживал холодильник в студенческой комнате в общежитии. Номер его комнаты был 303.
В эпизоде «Мистер Монк и три пирога», выяснилось, что Монк был зол на своего брата за то, что не мог с ним связаться после смерти Труди. Затем Амброуз признал, что не звонил Эдриану, потому что считал себя в ответе за случившееся. Труди доставала Амброузу лекарства от кашля, которые были в гараже, когда была убита.
Их отец, Джек, остался незамеченным в сериале до серии «Мистер Монк встречает своего отца» пятого сезона. Джек объяснил, что он не вернулся к своей семье, потому что в сообщении, которое находилось в его печенье с предсказанием, было написано «Останься со своим мужчиной». Джек посчитал, что это означало то, что он должен следовать своей дорогой. Эдриан сначала не простил отца, однако потом потеплел. Джек упоминает, что читал рассказы о Шерлоке Холмсе Эдриану, который в конце концов научился разгадывать тайны прежде, чем слушать концовку истории. В конце серии Джек учит Эдриана ездить на велосипеде - тому, что он не успел сделать, когда Эдриан был ещё ребёнком. Джек также отметил, что у него есть сын от другой жены, по имени Джек-младший (Стив Зан). Монк позже встречает Джека-младшего в эпизоде «Мистер Монк и другой брат», где помогает ему с признанием невиновности в убийстве.

### Смерть Труди
На протяжении всего сериала Эдриан оплакивает свою жену Труди (Мелора Хардин/Стелла Русич), которая была убита в результате взрыва заминированного автомобиля, от которого, как он считает, 14 декабря 1997 должен был погибнуть он. Смерть жены усугубила уже существующее у Монка обсессивно-компульсивное расстройство (ОКР). Спустя год, Департамент полиции Сан Франциско уволил его по психологическим причинам. Монк называет это «временной приостановкой» и надеется восстановиться в должности. Его горе из-за смерти Труди распространяется на каждый день его жизни; он заявил, что никогда по-настоящему не счастлив и никогда не ждёт, чтобы быть по-настоящему счастливым. С тех пор Монк проводит консультации с полицейскими детективами Сан-Франциско на различные случаи.
На протяжении всего сериала Монк небезуспешно ищет убийцу своей жены. Ему удалось узнать, что заминированный автомобиль был предназначен для Труди, и всё было сделано человеком по имени Уоррик Теннисон (Фрэнк Коллисон), который был нанят шестипалым человеком по имени Фрэнк Нанн (Кортни Ганс). В предпоследней серии шестого сезона, он, наконец, догоняет Нанна, который утверждает, что он является ещё одной пешкой, и не понимает, зачем была убита Труди. В этот момент кто-то из-за спины Монка застрелил Нанна из точно такого же пистолета, который был в руках у Эдриана, поэтому Монк был обвинён в убийстве Нанна. Впоследствии выяснилось, что это было делом рук полицейского, который и задержал Монка. Он был нанят другим влиятельным человеком, который решил отомстить Монку за свой тюремный срок; однако он тоже не имел отношения к убийству Труди, хотя возможно, знал, кто за этим стоит. Позже была найдена переписка Нанна, относящаяся к тому времени, когда была убита Труди. В ней Нанн упоминает некоего «Судью», который, вероятно, и является заказчиком преступления. В заключительной серии из видеозаписи, которую сделала Труди, предчувствуя свою смерть, становится известно, что заказчиком убийства является судья Итан Риковер.
До знакомства с Эдрианом, 2 января 1983 года, Труди родила дочь Молли Эванс от Риковера, который на тот момент был её преподавателем. Труди никогда её не видела, поскольку ей сообщили, что Молли скончалась вскоре после рождения. С целью сокрытия данного эпизода своей биографии при получении очередной должности, Итан Риковер заказал убийство Труди. В той же заключительной серии выяснилось, что дочь Труди, Молли, жива, и в итоге Монк стал её отчимом.

### Музыка
В пилотном эпизоде «Мистер Монк и кандидат», Монк играет на кларнете во время своего визита на могилу Труди. Его музыкальные способности проявляются снова в серии «Мистер Монк и рыжеволосый незнакомец», когда его приглашают играть на кларнете с Уилли Нельсоном. После этого Монка никогда не показывали играющим на кларнете, однако эта тема иногда поднимается в разговоре (например, во время разговора с Крисом Кеддером в серии «Мистер Монк идёт на рок-концерт»).

## Реакция

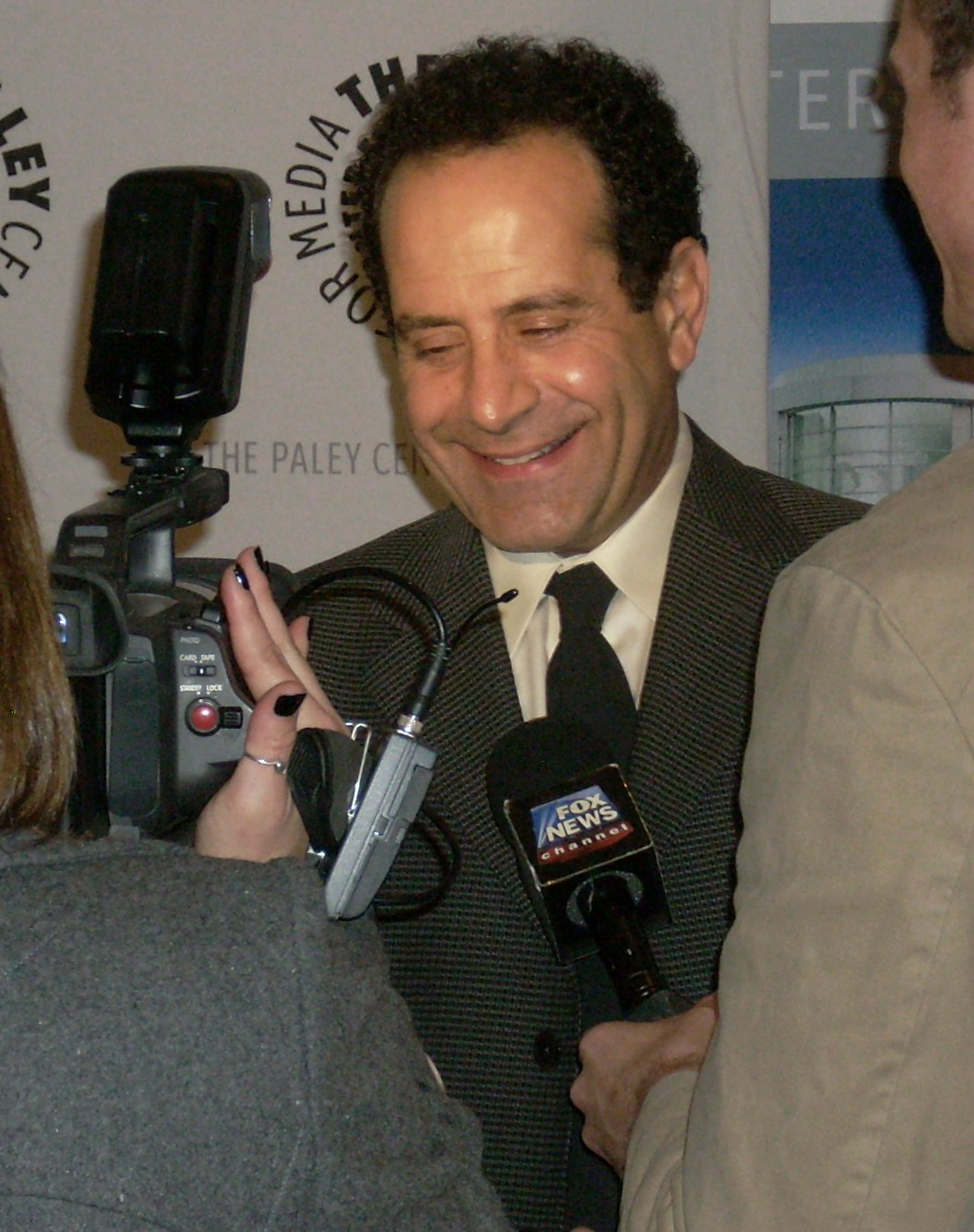
Создатели утвердили на роль Монка Тони Шалуба, так как посчитали, что именно он может «передать юмор и страсть Монка к жизни»

Критические обзоры персонажа Эдриана Монка были положительными. Говард Розенберг из Лос-Анджелес Таймс назвал Монка «самым оригинальным сыщиком на телевидении». В обзоре пилотной серии Тим Гудман из Сан-Франциско Кроникл заявил: «Со своей историей и сочувственными, но смешными "проблемами", он [Монк] становится одним из наиболее симпатичных персонажей на телевидении, что, откровенно говоря, пронизано невероятностью и простотой». Монк входит в число 99 в списке 100 величайших телевизионных персонажей всех времён по версии телеканала «Bravo».
Исполнение Шалуба в сериале также получило высокую оценку. Майкл Саутер в «Entertainment Weekly» называет исполнение Шалуба «оригинальным и великолепным». Нэнси Франклин из «The New Yorker» сказала, что Шалуб «гениален и передаёт напряженность в желании Монка победить своё расстройство и в его поиске оправдания своего поведения». Майкл Абернети из «PopMatters» описывает исполнение Шалуба как «исключительное», и Мелани Макфарлэнд из «Seattle Post-Intelligencer» утверждает, что Шалуб — «осторожный и тонкий актёр». Алан Сэпинволл из «Star-Ledger» описал Шалуба как «идеально подходящего» для персонажа.
Шалуб заработал множество наград и номинаций за свою работу в сериале «Детектив Монк». Он был номинирован на прайм-тайм премию Эмми за выдающиеся ведущего актера в комедийном сериале каждый год с 2003 до 2010 года победив в 2003, 2005 и 2006 годах. В 2003 году Шалуб выиграл Золотой глобус за лучшую мужскую роль в комедийном сериале; он был номинирован на ту же категорию в 2004, 2005, 2007 и 2009 годах. Он получил в 2004 и 2005 гг. премию Гильдии киноактеров за выдающуюся производительность на мужскую роль в комедийном сериале, с номинацией в той же категории в 2003, 2006, 2007, 2008 и 2009 годах.